# Мануїл II (імператор Трапезунда)
Мануїл II (грец. Μανουήλ Β΄ Μέγας Κομνηνός; бл. 1323 — 21 лютого 1333) — 11-й імператор Трапезунда з січня до вересня 1332 року.

## Життєпис
Походив з династії Великих Комнінів. Позашлюбний син трапезундського імператора Андроніка III. У січні 1332 роки після смерті батька успадкував владу. Фактична влада зосередилася в матері, ім'я якої невідоме.
Скориставшись цим землі Трапезудської імперії атакував Байрам-бек. емір бейліка Хаджимир. Супротивнику вдалося прорватися вглиб імперії до Асоматоса, але вони досить швидко були відкинуті назад. Попри ці військові успіхи, становище Мануїла II було досить хитким, оскільки знать розкололася на «візантійську» і «понтійську партії». Перша спиралася на міста, друга — на сільську старовинну аристократію.
22 вересня 1332 року імператора повалили прихильники його стрийка Василя. Для Мануїла запланували долю ченця. Проте останній зберігав прихильників, про що свідчить їхнє повстання в лютому 1333 року. Втім бунт придушили, а колишнього імператора стратили в десятирічному віці.